# J. D. Williams
Darnell „J. D.“ Williams (geboren am 22. Mai 1978 in  Newark, New Jersey) ist ein amerikanischer Schauspieler. Zu seinen bekanntesten Rollen gehören die des „Kenny Wangler“ aus Oz, „Preston „Bodie“ Broadus“ aus The Wire und „Jabari Morris“ aus Saints & Sinners.

## Leben und Werk
J. D. Williams wurde in Newark, New Jersey geboren. Dort besuchte er auch die Newark Arts High School.
Seinen ersten Erfolg in einer Fernsehserie konnte er mit der HBO-Serie Oz – Hölle hinter Gittern feiern. In dieser spielte er von 1997 bis 2000 in 23 Episoden den Gefängnisinsassen „Kenny Wangler“. Von 2002 bis 2006 spielte er seine bekannteste Rolle in der Serie The Wire als der Drogendealer „Preston „Bodie“ Broadus“, den er in 42 Episoden darstellte.
Es folgten diverse kleinere Rollen in Serien wie Good Wife oder The Night Of – Die Wahrheit einer Nacht und Filmen (unter anderem Surviving und Family Shelter), bevor er in Saints & Sinners von Bounce TV erneut eine Hauptrolle erhielt.
Nebenbei bietet er in Newark kostenlose Schauspielkurse für Kinder und Jugendliche am Newark Youth One-Stop Career Center an und erschien in verschiedenen R&B- und Hip-Hop-Musikvideos.

## Filmografie (Auswahl)

### Serien
- 1997: New York Undercover (1 Episode)
- 1997–2000: Oz – Hölle hinter Gittern
- 1998: Law & Order (1 Episode)
- 1999: Third Watch – Einsatz am Limit (1 Episode)
- 1999: Homicide (1 Episode)
- 1999: Trinity (1 Episode)
- 1999: Die Sopranos (1 Episode)
- 2000: Sex and the City (1 Episode)
- 2001: 100 Centre Street (2 Episoden)
- 2002–2006: The Wire
- 2007: The Kill Point (8 Episoden)
- 2009: Nite Tales: The Series (1 Episode)
- 2010–2011: Detroit 1-8-7 (2 Episoden)
- 2010–2015: Good Wife (6 Episoden)
- 2012: Blue Bloods – Crime Scene New York (1 Episode)
- 2014: Black Box (3 Episoden)
- 2014: The Following (3 Episoden)
- 2015: Deadbeat (1 Episode)
- 2016: The Night Of – Die Wahrheit einer Nacht (4 Episoden)
- 2016: Law & Order: Special Victims Unit (2 Episoden)
- 2016–2019: Saints & Sinners

### Filme
- 1994: Death Riders
- 1999: The 24 Hour Woman
- 2001: Pootie Tang
- 2009: Falling Awake
- 2012: Surviving Family
- 2013: Chinese Puzzle
- 2014: Shelter
- 2014: Cymbeline
- 2016: The Choir (Kurzfilm)
- 2018: Blood Brother
- 2019: The Probe